# Matenadaran
El Matenadaran (Մեսրոպ Մաշտոցի անվան հին ձեռագրերի ինստիտուտ en el seu nom original complet) és el museu - dipòsit de manuscrits d'Erevan, destacable per la seva extensa col·lecció medieval. El fons es va iniciar al segle V però va patir nombrosos saquejos en les diferents guerres que va patir Armènia. No va ser fins al 1959 que va ser traslladat a l'edifici actual.
El Matenadaran conté documents en més de 2000 idiomes, entre els quals es troben els manuscrits medievals il·luminats en armeni dedicats a diverses matèries, entre elles la historiografia de l'època.